# هنلوپن اکرس (دلاور)
هنلوپن اکرس، دلاور (به انگلیسی: Henlopen Acres, Delaware) یک سکونتگاه مسکونی در ایالات متحده آمریکا با جمعیت ۱۲۲ نفر است که در دلاویر واقع شده‌است.